# Camins de Sant Jaume a França
Dins del grup Camins de Sant Jaume a França, 71 monuments i 7 porcions de camins s'han registrat des del 1998 a la llista del Patrimoni de la Humanitat de la UNESCO.
A més d'aquesta llista del Patrimoni Mundial, els camins de Sant Jaume de Compostel·la en el seu conjunt també han obtingut la primera etiqueta de la ruta europea (ICE) del Consell d'Europa 1987.

## Llista dels monuments inscrits
|    | Monument                                                                                             | Imatge                                                | Localitat                   | Departement        | Regió                         | Via              | Coordenades                                          |
| -- | --- | ----------------------------------------------------- | --------------------------- | ------------------ | ----------------------------- | ---------------- | ---------------------------------------------------- |
| 1  | Cathédrale Saint-Front                                                                               | Cathédrale Saint-Front                                | Périgueux                   | Dordonya           | Nova Aquitània                | Via Lemovicensis | 45° 11′ 01″ N, 0° 43′ 22″ E / 45.18361°N,0.72278°E   |
| 2  | Église Saint-Avit                                                                                    | Église Saint-Avit                                     | Saint-Avit-Sénieur          | Dordonya           | Nova Aquitània                |                  | 44° 46′ 27″ N, 0° 48′ 58″ E / 44.77415°N,0.81607°E   |
| 3  | Abadia de Cadonh                                                                                     | Abadia de Cadonh                                      | Le Buisson-de-Cadouin       | Dordonya           | Nova Aquitània                |                  | 44° 48′ 40″ N, 0° 52′ 25″ E / 44.811111°N,0.873611°E |
| 4  | Ancienne cathédrale Saint-Jean-Baptiste                                                              | Ancienne cathédrale Saint-Jean-Baptiste               | Bazas                       | Gironda            | Nova Aquitània                | Via Lemovicensis | 44° 25′ 53″ N, 0° 12′ 35″ O / 44.431389°N,0.209722°O |
| 5  | Basilique Saint-Seurin                                                                               | Basilique Saint-Seurin                                | Bordeus                     | Gironda            | Nova Aquitània                | Via Turonensis   | 44° 50′ 36″ N, 0° 35′ 09″ O / 44.843212°N,0.585719°O |
| 6  | Basilique Saint-Michel                                                                               | Basilique Saint-Michel                                | Bordeus                     | Gironda            | Nova Aquitània                | Via Turonensis   | 44° 50′ 04″ N, 0° 33′ 54″ O / 44.8344°N,0.5649°O     |
| 7  | Cathédrale Saint-André                                                                               | Cathédrale Saint-André                                | Bordeus                     | Gironda            | Nova Aquitània                | Via Turonensis   | 44° 50′ 16″ N, 0° 34′ 40″ O / 44.83778°N,0.57778°O   |
| 8  | Ancienne abbaye Notre-Dame de la Sauve Majeure                                                       | Ancienne abbaye Notre-Dame de la Sauve Majeure        | La Sauve                    | Gironda            | Nova Aquitània                |                  | 44° 46′ 07″ N, 0° 18′ 42″ O / 44.768677°N,0.31178°O  |
| 9  | Église Saint-Pierre                                                                                  | Église Saint-Pierre                                   | La Sauve                    | Gironda            | Nova Aquitània                |                  | 44° 46′ 08″ N, 0° 19′ 01″ O / 44.768785°N,0.316872°O |
| 10 | Basilique Notre-Dame-de-la-fin-des-Terres                                                            | Basilique Notre-Dame-de-la-fin-des-Terres             | Soulac-sur-Mer              | Gironda            | Nova Aquitània                | Voie de Soulac   | 45° 30′ 50″ N, 1° 07′ 18″ O / 45.5139°N,1.1217°O     |
| 11 | Église Sainte-Quitterie                                                                              | Église Sainte-Quitterie                               | Aire-sur-l'Adour            | Landes             | Nova Aquitània                | Via Podiensis    | 43° 41′ 50″ N, 0° 16′ 07″ O / 43.6972°N,0.2686°O     |
| 12 | Clocher-porche de l'ancienne église                                                                  | Clocher-porche de l'ancienne église                   | Mimizan                     | Landes             | Nova Aquitània                | Voie de Soulac   | 44° 12′ 14″ N, 1° 14′ 10″ O / 44.203889°N,1.236111°O |
| 13 | Abbaye Saint-Jean                                                                                    | Abbaye Saint-Jean                                     | Sorde-l'Abbaye              | Landes             | Nova Aquitània                | Via Turonensis   | 43° 31′ 44″ N, 1° 03′ 17″ O / 43.528889°N,1.054722°O |
| 14 | Abbaye de Saint-Sever                                                                                | Abbaye de Saint-Sever                                 | Sent Sever                  | Landes             | Nova Aquitània                | Via Lemovicensis | 43° 45′ 35″ N, 0° 34′ 27″ O / 43.759722°N,0.574167°O |
| 15 | Cathédrale Saint-Caprais                                                                             | Cathédrale Saint-Caprais                              | Agen                        | Òlt i Garona       | Nova Aquitània                |                  | 44° 12′ 24″ N, 0° 37′ 09″ E / 44.206667°N,0.619167°E |
| 16 | Cathédrale Sainte-Marie                                                                              | Cathédrale Sainte-Marie                               | Baiona                      | Pirineus Atlàntics | Nova Aquitània                | Voie de Soulac   | 43° 29′ 26″ N, 1° 28′ 39″ O / 43.490556°N,1.4775°O   |
| 17 | Église Saint-Blaise                                                                                  | Église Saint-Blaise                                   | L'Hôpital-Saint-Blaise      | Pirineus Atlàntics | Nova Aquitània                |                  | 43° 15′ 05″ N, 0° 46′ 10″ O / 43.251389°N,0.769444°O |
| 18 | Porte Saint-Jacques                                                                                  | Porte Saint-Jacques                                   | Saint-Jean-Pied-de-Port     | Pirineus Atlàntics | Nova Aquitània                | Via Podiensis    | 43° 09′ 49″ N, 1° 14′ 04″ O / 43.163693°N,1.234358°O |
| 19 | Catedral de Santa Maria d'Auloron                                                                    | Catedral de Santa Maria d'Auloron                     | Auloron Santa Maria         | Pirineus Atlàntics | Nova Aquitània                | Via Tolosane     | 43° 11′ 16″ N, 0° 36′ 57″ O / 43.187778°N,0.615833°O |
| 20 | Basílica de Nostra Senyora del Port                                                                  | Basílica de Nostra Senyora del Port                   | Clermont-Ferrand            | Puèi Domat         | Alvèrnia-Roine-Alps           |                  | 45° 46′ 50″ N, 3° 05′ 22″ E / 45.780694°N,3.089444°E |
| 21 | Cathédrale Notre-Dame                                                                                | Cathédrale Notre-Dame                                 | Le Puy-en-Velay             | Alt Loira          | Alvèrnia-Roine-Alps           | Via Podiensis    | 45° 02′ 44″ N, 3° 53′ 05″ E / 45.045556°N,3.884722°E |
| 22 | Hôtel-Dieu Saint-Jacques                                                                             | Hôtel-Dieu Saint-Jacques                              | Le Puy-en-Velay             | Alt Loira          | Alvèrnia-Roine-Alps           | Via Podiensis    | 45° 02′ 45″ N, 3° 53′ 03″ E / 45.045878°N,3.884154°E |
| 23 | Mont Saint-Michel                                                                                    | Mont Saint-Michel                                     | Le Mont-Saint-Michel        | Manche             | Normandia                     |                  | 48° 38′ 10″ N, 1° 30′ 41″ O / 48.636028°N,1.511393°O |
| 24 | Église prieurale Sainte-Croix-Notre-Dame                                                             | Église prieurale Sainte-Croix-Notre-Dame              | La Charité-sur-Loire        | Nièvre             | Borgonya - Franc Comtat       | Via Lemovicensis | 47° 10′ 39″ N, 3° 01′ 03″ E / 47.177586°N,3.017485°E |
| 25 | Église Saint-Jacques                                                                                 |                                                       | Asquins                     | Yonne              | Borgonya - Franc Comtat       | Via Lemovicensis | 47° 28′ 58″ N, 3° 45′ 16″ E / 47.482655°N,3.754318°E |
| 26 | Abadia de Vézelay                                                                                    | Abadia de Vézelay                                     | Vézelay                     | Yonne              | Borgonya - Franc Comtat       | Via Lemovicensis | 47° 27′ 59″ N, 3° 44′ 54″ E / 47.466389°N,3.748333°E |
| 27 | Collégiale Saint-Étienne (anciennement collégiale Saint-Jacques)                                     | Collégiale Saint-Étienne                              | Neuvy-Saint-Sépulchre       | Indre              | Centre - Vall del Loira       | Via Lemovicensis | 46° 35′ 44″ N, 1° 48′ 29″ E / 46.59556°N,1.80806°E   |
| 28 | Catedral de Bourges                                                                                  | Catedral de Bourges                                   | Bourges                     | Cher               | Centre - Vall del Loira       | Via Lemovicensis | 47° 04′ 56″ N, 2° 23′ 57″ E / 47.08222°N,2.39917°E   |
| 29 | Basilique Notre-Dame                                                                                 | Basilique Notre-Dame                                  | L'Épine                     | Marne              | Gran Est                      |                  | 48° 58′ 37″ N, 4° 28′ 13″ E / 48.97694°N,4.47028°E   |
| 30 | Église Notre-Dame-en-Vaux                                                                            | Église Notre-Dame-en-Vaux                             | Châlons-en-Champagne        | Marne              | Gran Est                      |                  | 48° 34′ 22″ N, 4° 12′ 54″ E / 48.5727°N,4.2149°E     |
| 31 | Tour Saint-Jacques (vestigi de l'église Saint-Jacques-de-la-Boucherie)                               | Tour Saint-Jacques                                    | París                       | París              | Île-de-France                 | Via Turonensis   | 48° 51′ 29″ N, 2° 20′ 56″ E / 48.858056°N,2.348889°E |
| 32 | Abadia de Sant Geli                                                                                  | Abadia de Sant Geli                                   | Sant Geli                   | Gard               | Occitània                     | Via Tolosane     | 43° 40′ 37″ N, 4° 25′ 56″ E / 43.676817°N,4.432087°E |
| 33 | Abadia de Sant Guilhem del Desert                                                                    | Abadia de Sant Guilhem del Desert                     | Saint-Guilhem-le-Désert     | Erau               | Occitània                     | Via Tolosane     | 43° 44′ 01″ N, 3° 32′ 56″ E / 43.73361°N,3.54889°E   |
| 34 | Pont del Diable                                                                                      | Pont del Diable                                       | Saint-Jean-de-Fos           | Erau               | Occitània                     | Via Tolosane     | 43° 42′ 28″ N, 3° 33′ 27″ E / 43.707659°N,3.557467°E |
| 35 | Église Saint-Léonard                                                                                 | Église Saint-Léonard                                  | Saint-Léonard-de-Noblat     | Haute-Vienne       | Nova Aquitània                | Via Lemovicensis | 45° 50′ 15″ N, 1° 29′ 21″ E / 45.8375°N,1.48917°E    |
| 36 | Église Notre-Dame de Tramesaygues                                                                    | Église Notre-Dame de Tramesaygues                     | Audressein                  | Arieja             | Occitània                     |                  | 42° 55′ 48″ N, 1° 01′ 26″ E / 42.930042°N,1.023879°E |
| 37 | Ancienne cathédrale, cloître, cathédrale Notre-Dame-de-la-Sède, palais épiscopal, remparts           | Cathédrale Saint-Lizier                               | Saint-Lizier                | Arieja             | Occitània                     |                  | 43° 00′ 06″ N, 1° 08′ 15″ E / 43.00167°N,1.1375°E    |
| 38 | Santa Fe de Concas                                                                                   | Santa Fe de Concas                                    | Concas                      | Avairon            | Occitània                     | Via Podiensis    | 44° 35′ 57″ N, 2° 23′ 53″ E / 44.599235°N,2.398103°E |
| 39 | Pont sobre el Dourdou                                                                                | Pont sobre el Dourdou                                 | Concas                      | Avairon            | Occitània                     | Via Podiensis    | 44° 35′ 54″ N, 2° 23′ 33″ E / 44.598199°N,2.392535°E |
| 40 | Pont-Vieux                                                                                           | Pont-Vieux                                            | Espalion                    | Avairon            | Occitània                     | Via Podiensis    | 44° 31′ 21″ N, 2° 45′ 49″ E / 44.52242°N,2.76365°E   |
| 41 | Pont sur le Lot                                                                                      | Pont sobre el Lot                                     | Estaing                     | Avairon            | Occitània                     | Via Podiensis    | 44° 33′ 11″ N, 2° 40′ 19″ E / 44.553082°N,2.671898°E |
| 42 | Pont dit « des pèlerins » sur la Boralde                                                             | Pont des Pèlerins                                     | Saint-Chély-d'Aubrac        | Avairon            | Occitània                     | Via Podiensis    | 44° 35′ 20″ N, 2° 55′ 18″ E / 44.588928°N,2.921547°E |
| 43 | Catedral de Saint-Bertrand-de-Comminges                                                              | Ancienne cathédrale Notre-Dame                        | Saint-Bertrand-de-Comminges | Alta Garona        | Occitània                     |                  | 43° 01′ 36″ N, 0° 34′ 16″ E / 43.02667°N,0.57111°E   |
| 44 | Basilique paléochrétienne, chapelle Saint-Julien                                                     | chapelle Saint-Julien                                 | Saint-Bertrand-de-Comminges | Alta Garona        | Occitània                     |                  | 43° 01′ 41″ N, 0° 34′ 28″ E / 43.027984°N,0.574431°E |
| 45 | Basílica de Sant Serni de Tolosa                                                                     | Basílica de Sant Serni de Tolosa                      | Tolosa                      | Alta Garona        | Occitània                     | Via Tolosane     | 43° 36′ 30″ N, 1° 26′ 31″ E / 43.6084°N,1.442°E      |
| 46 | Hôtel-Dieu Saint-Jacques                                                                             | Hôtel-Dieu Saint-Jacques                              | Tolosa                      | Alta Garona        | Occitània                     | Via Tolosane     | 43° 36′ 00″ N, 1° 26′ 12″ E / 43.599962°N,1.436622°E |
| 47 | Basilique Saint-Just                                                                                 | Basilique Saint-Just                                  | Valcabrère                  | Alta Garona        | Occitània                     |                  | 43° 01′ 42″ N, 0° 35′ 05″ E / 43.028361°N,0.584778°E |
| 48 | Cathédrale Sainte-Marie                                                                              | Cathédrale Sainte-Marie                               | Auch                        | Gers               | Occitània                     | Via Tolosane     | 43° 38′ 47″ N, 0° 35′ 09″ E / 43.646389°N,0.585833°E |
| 49 | Pont d'Artigues ou de Lartigues                                                                      | Pont d'Artigues                                       | Beaumont-sur-l'Osse         | Gers               | Occitània                     | Via Podiensis    | 43° 56′ 01″ N, 0° 18′ 18″ E / 43.933742°N,0.305095°E |
| 50 | Collégiale Saint-Pierre                                                                              | Collégiale Saint-Pierre                               | La Romieu                   | Gers               | Occitània                     | Via Podiensis    | 43° 58′ 53″ N, 0° 29′ 54″ E / 43.981444°N,0.498418°E |
| 51 | Cathédrale Saint-Étienne                                                                             | Cathédrale Saint-Étienne                              | Cahors                      | Òlt                | Occitània                     | Via Podiensis    | 44° 26′ 50″ N, 1° 26′ 35″ E / 44.447222°N,1.443056°E |
| 52 | Pont Valentré                                                                                        | Pont Valentré                                         | Cahors                      | Òlt                | Occitània                     | Via Podiensis    | 44° 26′ 42″ N, 1° 25′ 54″ E / 44.445056°N,1.431667°E |
| 53 | Dolmen de Pech-Laglaire                                                                              |                                                       | Gréalou                     | Òlt                | Occitània                     | Via Podiensis    | 44° 32′ 05″ N, 1° 51′ 55″ E / 44.534818°N,1.865346°E |
| 54 | Hôpital Saint-Jacques                                                                                |                                                       | Figeac                      | Òlt                | Occitània                     | Via Podiensis    | 44° 36′ 36″ N, 2° 01′ 45″ E / 44.610004°N,2.029289°E |
| 55 | Basilique Saint-Sauveur et crypte Saint-Amadour                                                      | Basilique Saint-Sauveur                               | Rocamadour                  | Òlt                | Occitània                     |                  | 44° 47′ 58″ N, 1° 37′ 04″ E / 44.799528°N,1.617694°E |
| 56 | Hospice du Plan et chapelle Notre-Dame-de-l'Assomption, connue sous le nom de chapelle des Templiers | Capella dels Templers                                 | Aragnouet                   | Alts Pirineus      | Occitània                     |                  | 42° 46′ 51″ N, 0° 11′ 42″ E / 42.780728°N,0.194943°E |
| 57 | Église paroissiale Saint-Jean-Baptiste                                                               |                                                       | Gavarnie                    | Alts Pirineus      | Occitània                     |                  | 42° 43′ 57″ N, 0° 00′ 38″ O / 42.732419°N,0.010493°O |
| 58 | Église Saint-Laurent                                                                                 | Église Saint-Laurent de Jézeau                        | Jézeau                      | Alts Pirineus      | Occitània                     |                  | 42° 54′ 05″ N, 0° 22′ 51″ E / 42.901299°N,0.380867°E |
| 59 | Église Saint-Jacques                                                                                 | Église Saint-Jacques                                  | Ourdis-Cotdoussan           | Alts Pirineus      | Occitània                     |                  | 43° 02′ 55″ N, 0° 01′ 25″ E / 43.048549°N,0.02357°E  |
| 60 | Église Notre-Dame-du-Bourg                                                                           | Église Notre-Dame-du-Bourg                            | Rabastens                   | Tarn               | Occitània                     |                  | 43° 49′ 16″ N, 1° 43′ 29″ E / 43.821071°N,1.724719°E |
| 61 | Abadia de Sant Pere de Moissac i claustre                                                            | Abadia de Sant Pere de Moissac                        | Moissac                     | Tarn i Garona      | Occitània                     | Via Podiensis    | 44° 06′ 19″ N, 1° 05′ 04″ E / 44.105238°N,1.084546°E |
| 62 | Catedral Notre-Dame d'Amiens                                                                         | Catedral Notre-Dame d'Amiens                          | Amiens                      | Somme              | Alts de França                |                  | 49° 53′ 40″ N, 2° 18′ 07″ E / 49.89444°N,2.301944°E  |
| 63 | Église Saint-Jacques-le-Majeur-et-Saint-Jean-Baptiste                                                | Église Saint-Jacques-le-Majeur-et-Saint-Jean-Baptiste | Folleville                  | Somme              | Alts de França                |                  | 49° 40′ 36″ N, 2° 21′ 48″ E / 49.676647°N,2.363433°E |
| 64 | Église paroissiale Saint-Jacques                                                                     | Église paroissiale Saint-Jacques                      | Compiègne                   | Oise               | Alts de França                |                  | 49° 25′ 01″ N, 2° 49′ 40″ E / 49.41697°N,2.82778°E   |
| 65 | Basilique Saint-Eutrope                                                                              | Basilique Saint-Eutrope                               | Saintes                     | Charente-Maritime  | Nova Aquitània                | Via Turonensis   | 45° 44′ 36″ N, 0° 38′ 29″ O / 45.7434°N,0.6414°O     |
| 66 | Abbaye royale Saint-Jean-Baptiste                                                                    | Abbaye royale Saint-Jean-Baptiste                     | Saint-Jean-d'Angély         | Charente-Maritime  | Nova Aquitània                | Via Turonensis   | 45° 56′ 38″ N, 0° 31′ 22″ O / 45.943989°N,0.522708°O |
| 67 | Église Saint-Pierre                                                                                  | Église Saint-Pierre                                   | Aulnay                      | Charente-Maritime  | Nova Aquitània                | Via Turonensis   | 46° 01′ 22″ N, 0° 21′ 19″ O / 46.0229°N,0.3552°O     |
| 68 | Ancien hôpital des Pèlerins                                                                          | Ancien hôpital des Pèlerins                           | Pons                        | Charente-Maritime  | Nova Aquitània                | Via Turonensis   | 45° 34′ 10″ N, 0° 33′ 07″ O / 45.569509°N,0.551844°O |
| 69 | Église Saint-Hilaire                                                                                 | Église Saint-Hilaire                                  | Melle                       | Deux-Sèvres        | Nova Aquitània                | Via Turonensis   | 46° 13′ 12″ N, 0° 08′ 59″ O / 46.220001°N,0.149733°O |
| 70 | Église Saint-Hilaire-le-Grand                                                                        | Église Saint-Hilaire-le-Grand                         | Poitiers                    | Vienne             | Nova Aquitània                | Via Turonensis   | 46° 34′ 39″ N, 0° 19′ 57″ E / 46.577472°N,0.332472°E |
| 71 | Église Saint-Honorat                                                                                 | Église Saint-Honorat                                  | Arles                       | Boques del Roine   | Provença – Alps – Costa Blava | Via Tolosane     | 43° 40′ 16″ N, 4° 38′ 12″ E / 43.671194°N,4.636778°E |